# Festival international de théâtre de Belgrade
Le Festival international de théâtre de Belgrade ou BITEF, en serbe cyrillique Београдски Интернационални Театарски Фестивал et en serbe translittéré Beogradski Internacionalni Teatarski Festival, est un festival de théâtre et de danse contemporaine qui se déroule chaque année à Belgrade, la capitale de la Serbie.

## Histoire
Le BITEF a été créé en 1967 par Mira Trailović et Jovan Ćirilov ; à cette époque, il soutenait les tendances de l'avant-garde théâtrale. Dans les années 1980, le festival s'est montré plus éclectique, à la fois ouvert à des représentations avant-gardistes mais aussi à des spectacles plus classiques.
En 2000, le BITEF a reçu le prix spécial du jury du Prix Europe pour le théâtre, à Taormine,.

## Participants
Ont participé à ce festival Jerzy Grotowski • The Living Theatre • David Esrig • Judith Malina • Julian Beck • Arsa Jovanović • Víctor García • Otomar Krejča • Georgij Tovstonogov • Richard Schechner • Luca Ronconi • Peter Schumann • Jiří Menzel • William Gaskill • Claus Peymann • Eugène Ionesco • Božidar Violić • Peter Zadek • Eugenio Barba • Mira Trailović • La Mamma • Andrei Scherban • Hans Lietzau • Ingmar Bergman • Branko Plesa • Petar Selem • Roger Planchon • Charles Ludlam • Carmelo Bene • Dino Radojević • Shuji Terayama • Ariane Mnouchkine • Joseph Chaikin • Pip Simmons • Dušan Jovanović • Peter Stein • Georgij Paro • Miklós Jancsó • Peter Brook • Giles Havergal • Memè Perlini • Paolo Magelli • Bob Wilson • Anatoli Efros • Patrice Chéreau • Konrad Swinarski • George Tabori • Roger Planchon • Iouri Lioubimov • Samuel Beckett • Andrzej Wajda • Philip Glass • Miroslav Belović • Tadeusz Kantor • Dejan Mijač • Lindsay Kemp • Pina Bausch • Georges Lavaudant • Benno Besson • Ljubiša Ristić • Núria Espert • Antoine Vitez • Kazimierz Dejmek • Jérôme Savary • Roberto Ciulli • Aleksandar Petrović • Jerzy Jarocki • Igor Vasiliev • Jerzy Grzegorzewski • Robert Sturua • Ivica Kunčević • Alexander Lang • Janusz Leon Wiśniewski • Janez Pipan • Eimuntas Nekrošius • Jan Fabre • Petar Živadinov • Jürgen Flimm • Hansgünter Heyme • Karge Langhoff • Saburo Teshigawara • Erik Appelgrin • Erwin Piplits • Johann Kresnik • Jorma Uotinen • Tamás Ascher • Michael Clarke Duncan • Wolfgang Engel • Carolyn Carlson • Haris Pašović • János Szikora • Hinderik de Groot • La Fura dels Baus • Tomaž Pandur • Slobodan Unkovski • Henrijeta Janowska • Gábór Zsámbéki • Kama Ginkas • Frédéric Flamand • François-Michel Pesenti • Meredith Monk • De la Guarda • Roman Viktjuk • Wim Vandekeybus • Giorgio Strehler • Theodoros Terzopoulos • Lev Dodine • Silviu Purcarete • Joseph Nadj • Nigel Charnock • Frank Castorf • Simon McBurney • Angelin Preljocaj • Théátre de Complicité • Ivan Popovski • Margaret Jenkins • Valerij Fokin • Christoph Marthaler • Michael Nyman • Steven Berkoff • Sasha Waltz • Thomas Ostermeier • Régis Obadia • Éric Lacascade • Arpad Sopsits • Susanne Linke • Nicolas Stemann • Vito Taufer • Grzegorz Jarzyna • Krystian Lupa • Michael Thalheimer • Marius Kurkinski • Krzysztof Warlikowski • Rezo Gabriadze • Piotr Fomenko • Johan Simons • Oskaras Korsunovas • Egon Savin • Ian Grieve • Daniela Nicolo • Enrico Casagrande • Jagoš Marković • Yossi Yungman • Bojan Đorđev • Mira Erceg • José Montalvo • Lorenzo Bazzocchi • Dalija Aćin • Biljana Srbljanović • Tomi Janežić • Alisa Stojanović • Matjaž Farič • Robert Alföldi • Marie Chouinard •

## Actualité
En 2009, le Festival international de théâtre a eu lieu du 15 au 24 septembre. On peut en consulter le programme sur le site du festival.